# ペンッティ・アラヤルヴィ
ペンッティ・イルッカ・オラヴィ・アラヤルヴィ（フィンランド語: Pentti Ilkka Olavi Arajärvi、1948年6月2日 - ）は、フィンランドの政治活動家。2000年から2012年まで同国大統領を務めたタルヤ・ハロネンの配偶者である。2012年フィンランド地方選挙にフィンランド社会民主党から出馬し、ヘルシンキ市議会議員に立候補している。

## 叙勲

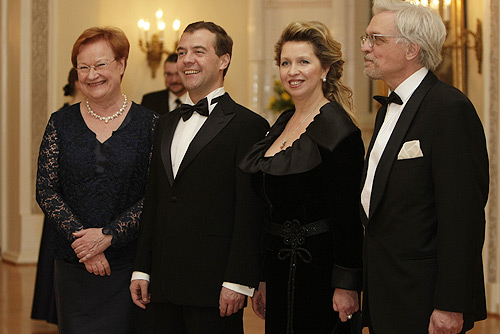
左から、フィンランド大統領タルヤ・ハロネン、ロシア大統領ドミートリー・メドヴェージェフ、同夫人スヴェトラーナ・メドヴェージェワ、フィンランド大統領夫君ペンッティ・アラヤルヴィ。

- ベルギー : 王冠勲章（英語版） (2004年4月)[1]
- エストニア : テッラ・マリアナ十字勲章・白星勲章（英語版）
- アイスランド : ファルコン勲章 (2000年9月19日) [2]
- スウェーデン : 北極星勲章（英語版） [3]
- ラトビア : 三星勲章（英語版）
- ルクセンブルク : アドルフ・オブ・ナッサウ勲章（英語版） (2008年11月)[4][5]